# Adam Pålsson
Pour les articles homonymes, voir Pálsson.
Adam Gustav Justus Pålsson est un acteur et musicien suédois, né le 25 mars 1988 à Österhaninge dans le comté de Stockholm. Il fait partie du groupe du rock indépendant ÅR&DAR, dont il est chanteur.

## Biographie

### Jeunesse et formation
Adam Pålsson est né à Österhaninge dans le comté de Stockholm. Entre 2008 et 2011, il poursuit sa formation de théâtre à l'académie de théâtre de Stockholm.

### Carrière
Adam Pålsson écrit une adaptation du Hamlet de Shakespeare (inspirée aussi d'Heinrich Müller) qu'il dirige au théâtre municipal de Stockholm en 2010 avec une participation à la mise en scène de Saskia Husberg. Il joue en 2012 Frida est enceinte !, pièce qu'il a écrite, au théâtre de la Goélette (Teater Galeasen) de Stockholm.

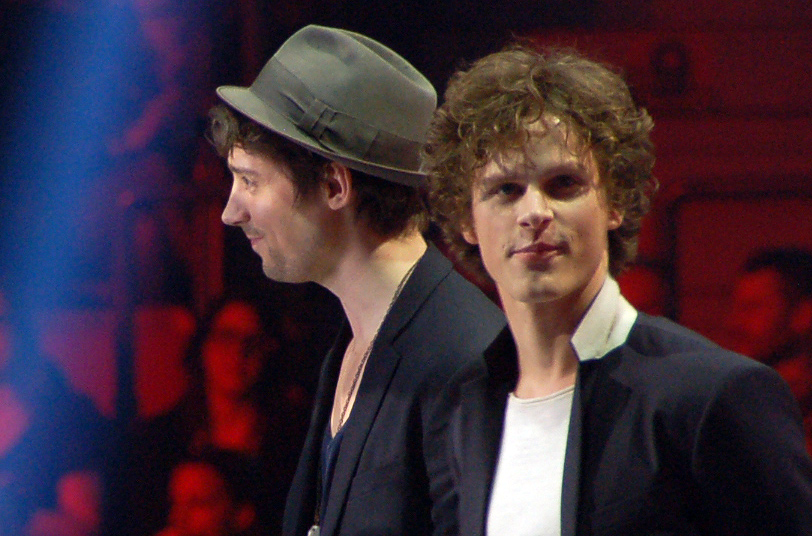
Adam Pålsson, aux côtés d'Adam Lundgren, en 2013.

En 2012, il interprète l'un des deux rôles principaux dans la mini-série de trois épisodes Snö (Torka aldrig tårar utan handskar), inspirée du roman N'essuie jamais les larmes sans gants (Torka aldrig tårar utan handskar) de Jonas Gardell, publié en trois tomes en 2012-2013 : elle traite avec sensibilité de l'histoire d'amour de deux jeunes gens, Benjamin et Rasmus, qui est fracassée par l'irruption du SIDA dans les années 1980 à Stockholm. Elle est produite par Sveriges Television et diffusée sur SVT1.
Il remporte le prix télévisé Kristallen en 2017 en tant qu'acteur masculin de l'année dans une production télévisée pour son rôle dans Innan vi dör de Simon Kaijser.
En 2018, il endosse les costumes du chanteur Ted Gärdestad (1956-1997) dans le film biographique Ted – För kärlekens skull de Hannes Holm.
En 2020, il apparaît en tant que Kurt Wallander dans la série britannico-suédois Le Jeune Wallander (Young Wallander), célèbre personnage créé par l'écrivain Henning Mankell, diffusée sur Netflix.

## Filmographie

### Longs métrages
- 2003 : Ondskan de Mikael Håfström : le mec déprimé
- 2004 : Håkan Bråkan & Josef de Erik Leijonborg : Hugo
- 2005 : Buss till Italien de Daniel Lind Lagerlöf : Ruben
- 2007 : Ett öga rött de Daniel Wallentin : le poète à la fête
- 2009 : Så olika de Helena Bergström : Samuel
- 2010 : Himlen är oskyldigt blå d'Hannes Holm: Micke
- 2013 : Les Enquêtes de Jerry et Maya - Le Secret des Von Broms (Lasse-Majas detektivbyrå – von Broms hemlighet) de Pontus Klänge et Walter Söderlund : Rikard von Broms
- 2015 : I nöd eller lust de Kjell Sundvall : Gabriel
- 2018 : Ted – För kärlekens skull de Hannes Holm : Ted Gärdestad
- 2019 : Barn de Dag Johan Haugerud : Hans Lucas

Prochainement
- 2021 : Sagan om Karl-Bertil Jonssons julafton de Hannes Holm

### Courts métrages
- 2008 : Snöänglar de Sebastian Agdur et Andreas Tillnert : Erik
- 2011 : Människor helt utan betydelse de Gustaf Skarsgård : Dino
- 2012 : Jag vill ha allt de Maria Eriksson-Hecht : Philip
- 2013 : L'amour ne se préoccupe pas (Kärleken bryr sig inte) de Farzad Farzaneh : le petit-ami
- 2013 : Fågel fenix d'Alexandra Dahlström
- 2014 : Den rätta d'Alexandra Dahlström : Anton

### Téléfilm
- 2015 : Gerilla d'Anders Hazelius : Adam

### Séries télévisées
- 2003 : Vera med flera : Johan E (5 épisodes)
- 2012 : Snö (Torka aldrig tårar utan handskar) : Rasmus (3 épisodes)
- 2013 : Familjen Holstein-Gottorp : Jimmy (2 épisodes)
- 2014 : Portkod 1525 : Ola Björck (4 épisodes)
- 2015 : Arne Dahl: Dödsmässa : Eskil Trasteby (2 épisodes)
- 2015 : Life in Squares : Eribert (saison 1, épisode 3)
- 2015 : Boy Machine : Adrian (5 épisodes)
- 2015 : Boys : Victor
- 2015 : Solsidan : Melvin (saison 5, épisode 6 : Kontaktförälder)
- 2015-2018 : Bron : Emil Larsson (7 épisodes)
- 2017 : Triangle : Emil Larsson (saison 3)
- 2017-2019 : Innan vi dör : Christian « Chippen » Pravdić (18 épisodes)
- 2018 : Moscou noir (Dirigenten) : Tom Blixen / Johan Berg (8 épisodes)
- 2018-2020 : Helt Perfekt : Adam (23 épisodes)
- 2020 : Avenue 5 : Mads (8 épisodes)
- depuis 2020 : Le Jeune Wallander (Young Wallander) : Kurt Wallander

## Voxographie
- 2020 : Pelle Svanslös de Christian Ryltenius : Pelle Svanslös (voix)

## Théâtre
- 2011 : Uppfostrarna & De Ouppfostringsbara (théâtre Unga Klara de Stockholm)
- 2011 : Le Bizarre Incident du chien pendant la nuit (Den besynnerliga händelsen med hunden om natten) d'après Mark Haddon
- 2012 : Nya spöksonaten
- 2012 : Le Rouge et le Noir (Rött och svart) d'après Stendhal : Julien Sorel
- 2013 : Madame Bovary d'après Flaubert (théâtre Unga Dramaten de Stockholm) : Léon
- 2013 : Familjen Holstein-Gottorp
- 2013 : Les Liaisons dangereuses (Farliga förbindelser) d'après Choderlos de Laclos (théâtre dramatique royal de Stockholm) : le chevalier Danceny
- 2013 : Amadeus de Peter Shaffer (théâtre dramatique royal de Stockholm) : Mozart
- 2014 : Svarta djuret sorg (théâtre dramatique royal de Stockholm) : Flynn
- 2014 Johanna de Mirja Unge (théâtre dramatique royal de Stockholm) : Brodern Jakob
- 2015 : Barnet de Jon Fosse : Läkaren
- 2016 Ivanov de Tchekhov (théâtre dramatique royal de Stockholm), mise en scène d'Alexander Mørk-Eidem